# 黃宗翰
黃宗翰（1996年10月10日—）是臺灣男子籃球運動員，場上主打大前鋒位置，現效力於超級籃球聯賽裕隆集團。

## 生平
黃宗翰國小六年級曾接觸過籃球，國中時期曾碰過毒品而留過案底，國中三年級受HBL球隊邀約吃燒烤後才開始正式走上籃球路，強恕高中三年級時奪下103學年度高中籃球聯賽阻攻王，大學進入國立臺灣師範大學就讀，2021年加盟T1聯盟臺南台鋼獵鷹，2022年轉戰超級籃球聯賽裕隆納智捷。

## 外部連結
- 黃宗翰在Eurobasket.com（球員）（英语）
- 黃宗翰在Flashscore（英语）